# Kabinet grafike HAZU
Kabinet grafike HAZU specijalizirana je muzejska institucija koja se bavi prikupljanjem i prezentacijom crteža, grafika, plakata i grafičkih ploča. Jedna je od sastavnica Hrvatske akademije znanosti i umjetnosti.

## Povijest
Kabinet grafike osnovan je 1916. godine kao dio Strossmayerove galerije. Nakon Drugoga svjetskog rata bila mu je pripojena Valvasorova zbirka. 1951. godine postaje zasebna Akademijina institucija, a 1953. otvorena je prva izložba grafika. 1996. Valvasorova zbirka je vraćena Metropolitanskoj knjižnici.

## Zbirke
Fundus kabineta sastoji se od oko 19000 predmeta i podijeljen je u četiri zbirke: Stara zbirka crteža i grafika od 15. do 19. stoljeća, Zbirka crteža i grafika 20. i 21. stoljeća, Zbirka plakata i Zbirka grafičkih ploča. Uz njih djeluje i kalkografska radionica.
Zbog osjetljivosti predmeta nema stalnog postava već se organiziraju povremene izložbe iz fundusa i manifestacije poput Hrvatskog trijenala grafike i Hrvatskog trijenala crteža.

## Vanjske poveznice
- Kabinet grafike HAZU, službene stranice
- Ljerka Dulibić, Značajan prilog senzibiliziranju publike za grafički medij, Kvartal 4/2005. (HAW)